# Arvillers
Arvillers település Franciaországban, Somme megyében. Lakosainak száma 764 fő (2022. január 1.). Arvillers Folies, Becquigny, Bouchoir, Davenescourt, Erches, Hangest-en-Santerre, Le Quesnel és Warsy községekkel határos.

## Népesség
A település népességének változása:
| Lakosok száma | 784  | 793  | 794  | 778  | 770  | 775  | 773  | 769  | 764  |
|               | 2013 | 2015 | 2016 | 2017 | 2018 | 2019 | 2020 | 2021 | 2022 |